# Shake It Off (песня Мэрайи Кэри)
«Shake It Off» — песня Мэрайи Кэри из десятого студийного альбома The Emancipation of Mimi, изданная в качестве третьего сингла в 2005 году. Композиция написана и спродюсирована Мэрайей совместно с Джермейном Дюпри, Брайаном-Майклом Коксом и Джонтой Остин. 12 июля 2005 года она была отправлена на радиостанции США третьим синглом с альбома, в то время как песня «Get Your Number» была объявлена третьим синглом в остальных странах мира. Позже «Shake It Off» была официально выпущена в Австралии и Новой Зеландии, и как «Двухсторонний хит» наряду с «Get Your Number» в Ирландии и Великобритании. Описанный Джермейном Дюпри как «гетто», трек относится к жанру R&B с оттенками поп и хип-хоп музыки и отличается простым, но необычным звучанием. Текст песни повествует слушателю о девушке, которая продолжает двигаться дальше после романа с неверным ей возлюбленным, собирающей свои вещи и разрывающей с ним отношения, разговаривая с его автоответчиком.
Песня получила хорошие отзывы от музыкальных критиков, многие из которых хвалили простой и вдохновляющий текст, а также называли её победоносным треком альбома. В дополнении к этому, несколько критиков, как и сам Дюпри, сравнивали песню с материалом альбома Ашера — Confessions (2004). Композиция достигла максимума на втором месте в американском чарте Billboard Hot 100, не сумев подняться на строчку выше на протяжении шести недель подряд из-за другой песни Мэрайи — «We Belong Together». Кроме того, это был первый случай в истории, когда сольная певица занимала первые два места в чарте Hot 100. Композиция пользовалась большим успехом и за пределами США, достигнув шестого места в Австралии и пятого в Новой Зеландии, а также пятнадцатого и девятого мест в Ирландии и Великобритании, соответственно.
Мэрайя Кэри неоднократно выступала с песней «Shake It Off» на телевизионных шоу, включая церемонию MTV VMA 2005 года, где спела её с ремиксом «We Belong Together», также, в рамках британской программы Top of the Pops и на церемонии World Music Awards, используя основные моменты из сопутствующего музыкального видеоклипа, такие как Lamborghini Murciélago и стилизованное бродвейское оформление сцены в виде светящихся букв 'MIMI'. Мэрайя выступила с пятью песнями на утреннем телешоу Good Morning America в честь выхода альбома в продажу, и накануне Нового года на шоу телеканала ABC — Dick Clark’s New Year’s Rockin' Eve с Райаном Сикрестом. Композиция «Shake It Off» была включена в концертные турне певицы The Adventures of Mimi Tour 2006 года, где музыкальные критики охарактеризовали её исполнение, как самую энергичную часть шоу, а также в Angels Advocate Tour 2010 года.
В музыкальном видеоклипе, режиссёром которого стал Джейк Нава, показаны многочисленные экстравагантные смены нарядов, начиная с момента, когда певица уходит из шикарной квартиры бойфренда, уезжая прочь с другим парнем (роль парня сыграл Крис Такер) на фоне постамента с надписью «Hollyhood». На протяжении всего видеоклипа Кэри оставляет своему возлюбленному несколько сообщений относительно их разрыва; в начале видео она говорит об этом сидя на большом обеденном столе. Начало и конец музыкального видеоклипа контрастны: в первой сцене певица показана в ванне с лепестками роз, в последней — сбрасывающей одежду на фоне заката. Видео получило номинацию Лучший R&B видеоклип на Церемонии MTV VMA 2005.

## Предыстория
В 2001 году Мэрайя Кэри находилась в состоянии эмоционального и физического истощения, что отразилось на рекламной кампании её восьмого студийного альбома Glitter и дебютного фильма Блеск. Поскольку она была госпитализирована по причине истощения, сам фильм и альбом получили разгромные отзывы критиков из-за отказа Мэрайи участвовать в какой-либо промокампании в поддержку фильма и альбома. Лейбл Virgin Records (EMI Records) выкупил у певицы ранее подписанный с ней беспрецедентный контракт на 5 студийных альбомов стоимостью 100 миллионов долларов, выплатив 50 миллионов отступных. После прохождения курса терапии и завершения контрактных обязательств с Virgin Records Мэрайя начала запись материала для нового студийного альбома Charmbracelet. Альбом был сфокусирован на вдохновенных балладах, ориентированных на взрослую целевую аудиторию, и преследовал цель «вернуться к истокам» карьеры, хотя музыкальные критики отмечали изменения в голосе певицы.
Так как Glitter включал в себя много танцевальных треков в стиле 1980-х, то в альбоме Charmbracelet их было гораздо меньше из-за доминирования медленных и современных мелодий. В своём обзоре Стивен Томас Эрльюин резко раскритиковал содержание альбома, в частности голос певицы, который он описал как «в лохмотьях». Он писал: «Всякий раз, когда она поёт, слышен скрипучий свист позади её тонкого голоса, она постоянно напрягается в попытках спеть ноты на протяжении всего альбома. Она не может играть голосом или мягко напевать, и при этом она не в состоянии пропевать свои отличительные вокальные меллизмы. Её голос повреждён, а в альбоме нет ни одного момента, где бы он звучал сильно и привлекательно». Несмотря на сильное внимание со стороны СМИ относительно возвращения Мэрайи в музыку, а также новым соглашением с лейблом Island Records, альбому не удалось достичь того успеха, который был свойственен студийным работам певицы на протяжении 1990-х; Charmbracelet был продан в количестве пяти миллионов копий по всему миру. После выпуска альбома и последующего тура, Мэрайя начала работать над концептуализацией нового проекта — десятого студийного лонгплея, который был назван The Emancipation of Mimi.

## Создание и запись
Уже в ноябре 2004 года у Мэрайи было записано несколько песен для её десятого студийного альбома The Emancipation of Mimi. Однако, председатель лейбла Island Def Jam Music Group Антонио Рейд попросил певицу сделать несколько более сильных песен с целью гарантии коммерческого успеха всего проекта. Отметив то, что она совместно с продюсером Джермейном Дюпри написала несколько лучших песен в прошлые годы, Рейд порекомендовал певице сделать дополнительную сессию в звукозаписывающей студии вместе с Джермейном. Мэрайя последовала совету Рейда и отправилась в Атланту к продюсеру. В течение этой двухдневной поездки, они сочинили и записали песни «Shake It Off» и «Get Your Number», которые, впоследствии, были выпущены третьим и четвёртым синглами с альбома. (После той сессии композиция «Shake It Off» сразу же была выбрана первым синглом с грядущего альбома вместо двух других первоначальных вариантов «Stay The Night» и «Say Somethin'»).
Позже, Мэрайя вернулась в Атланту для второй совместной сессии с Дюпри; во время этой поездки они написали последние две песни, которые были включены в альбом — «We Belong Together» и «It’s Like That». Кэри и её менеджмент пришли к решению выпустить «It’s Like That», который она называла «правильной начальной вспышкой», основным синглом альбома. Мэрайя вспоминала об опыте работы с Джермейном: «Я так благодарна тому, что отправилась в Атланту, и я должна сказать — мы написали несколько моих самых любимых песен для этого альбома. Я так горжусь Джермейном! Он настолько сосредоточен, и он знал, что должно было получиться в итоге». В интервью для MTV певица говорила: «Альбом создан не для того, чтобы сделать старших руководителей счастливыми, вызвав громкие, несмолкаемые аплодисменты сентиментальными балладами, или [каким-то] погружением с головой в драмы, произошедшие в моей жизни. Всё что я пыталась сделать — это провести запись очень разрежённо, в недостаточном количестве, как в музыке в стиле соул 70-х…».

## Композиция
«Shake It Off» — песня среднего темпа, относящаяся к жанрам R&B и поп-музыки с фоновым ритмом хип-хопа, «глухими ударами» и разряжённым звукообразованием. Композиция написана и спродюсирована Мэрайей совместно с Джермейном Дюпри, Брайаном-Майклом Коксом и Джонтой Остин и часто сравнивалась с материалом альбома Ашера — Confessions (2004). Согласно нотам, опубликованным компанией W.B.M. Music Corporation на сайте Musicnotes.com, песня «Shake It Off» имеет установленный размер такта равный 66 ударам в минуту. Она написана в тональности Ре мажор с вокальным диапазоном певицы простирающимся от низкой ноты A3 до высокой G5.

## Реакция общественности

### Коммерческий успех
«Shake It Off» впервые появилась на 66 месте и стала лучшим дебютом недели американского чарта Billboard Hot 100. На седьмой неделе она достигла второго места после предыдущего сингла «We Belong Together», это был первый случай в истории, когда сольная певица занимала первые два места в чарте Hot 100. Композиция «Shake It Off» удерживала вторую позицию последующие шесть недель после того, как «We Belong Together» сошёл с первого места (в общей сложности 7 недель), которое заняла песня Канье Уэста «Gold Digger». «Shake It Off» находилась в чарте Hot 100 на протяжении 26 недель и заняла 15 место в годовом чарте журнала Billboard. Сингл неплохо показал себя и в других чартах Billboard, достигнув первого места в Pop Songs и став второй последовательной песней добившейся этого результата после «We Belong Together». Также он достиг второго места в чарте Hot R&B/Hip-Hop Songs и 27 места в Hot Dance Club Songs. Композиция «Shake It Off» получила золотой сертификат от Американской ассоциации звукозаписывающих компаний за суммарные продажи, превышающие 500,000 копий.
Песня «Shake It Off» была выпущена в Австралии и Новой Зеландии в качестве третьего сингла с альбома The Emancipation of Mimi в конце 2005 года. В Великобритании она была выпущена, как «Двухсторонний хит» наряду с «Get Your Number». Композиция была успешна и за пределами Америки, заняв пятое и шестое место в Australian Singles Chart и New Zealand Singles Chart, соответственно.. Позже сингл получил золотой сертификат в Австралии от Австралийской ассоциации звукозаписывающих компаний (ARIA) за суммарные продажи, превышающие 35,000 копий. 15 октября 2005 года песня дебютировала на 9 месте в английском чарте UK Singles Chart, спустившись на десятое место на следующей неделе; в общей сложности, композиция находилась в этом чарте на протяжении восьми недель.

## Форматы и списки композиций
CD сингл, выпущенный в Австралии
1. «Shake It Off» (Album Version) — 3:53
2. «Shake It Off» (Instrumental) — 3:54
3. «Secret Love» — 3:30
4. «Shake It Off» (Video)

Промо CD сингл, выпущенный в Швеции
1. «Shake It Off» (Album Version) — 3:53
2. «Shake It Off» (Remix feat. Jay-Z & Young Jeezy) — 5:03

Промо 12" сингл, выпущенный в США
1. «Shake It Off» (Remix Edit feat. Jay-Z & Young Jeezy) — 4:12
2. «Shake It Off» (Remix feat. Jay-Z & Young Jeezy) — 5:03
3. «Shake It Off» (Remix Instrumental feat. Jay-Z & Young Jeezy) — 5:02

## Сведения об авторах и коллективе
Информация была взята из аннотации к компакт-диску The Emancipation of Mimi.
- Мэрайя Кэри — автор песни, продюсер, вокал, бэк-вокал
- Джермейн Дюпри — автор песни, продюсер
- Джонта Остин — автор песни, продюсер, бэк-вокал
- Брайан-Майкл Кокс — автор песни, продюсер
- Фил Тэн — сведение
- Герб Пауер — мастеринг
- Брайан Фрай — звукорежиссёр
- Джон Хореско — звукорежиссёр

## Чарты и сертификаты
| Чарт (2005)                              | Высшее место |
| ---------------------------------------- | ------------ |
| Австралия (ARIA)                         | 6            |
| Ирландия (IRMA)                          | 151          |
| Новая Зеландия (RIANZ)                   | 5            |
| Великобритания (Official Charts Company) | 91           |
| США Billboard Hot 100                    | 2            |
| США Pop Songs (Billboard)                | 1            |
| США Hot R&B/Hip-Hop Songs (Billboard)    | 2            |
| США Hot Dance Club Songs (Billboard)     | 23           |

| Чарт (2005)              | Позиция |
| ------------------------ | ------- |
| Australian Singles Chart | 84      |
| UK Singles Chart         | 117     |
| US Billboard Hot 100     | 15      |

| Поставщик | Сертификат |
| --------- | ---------- |
| Австралия | Золотой    |
| США       | Золотой    |